# Sven Müller (pilota automobilistico)
Sven Müller (Magonza, 7 febbraio 1992) è un pilota automobilistico tedesco, vincitore della Porsche Supercup 2016.
Nella sua carriera ha partecipato a varie competizioni motoristiche come il campionato WeatherTech SportsCar, World Endurance Championship, Super GT e la 24 Ore di Le Mans (2018, 2019).
Tra i migliori risultati ottenuti in carriera, ci sono la vittoria della Porsche Carrera Cup Germany e Porsche Supercup nel 2016 (in quest'ultimo arrivando secondo nel 2015) e vari piazzamenti a podio come alla GT World Challenge Europe Endurance Cup nel 2020 e alla ADAC Formel Masters nel 2011 arrivando in entrambe le occasioni terzo assoluto.

## Palmarès
- Porsche Carrera Cup Germany: 1
2016
- Porsche Supercup: 1
2016